# 王舜年
王舜年，字永祺，號孝源，山東掖縣人。清初政治人物。

## 生平
順治二年（1645年）舉乙酉科山東鄉試，順治三年（1646年）聯登丙戌科二甲第七十三名進士。選庶吉士，散館授弘文院編修。官至山西布政使。